# Solanum unilobum
Solanum unilobum är en potatisväxtart som först beskrevs av Henry Hurd Rusby, och fick sitt nu gällande namn av Lynn Bohs. Solanum unilobum ingår i släktet skattor som ingår i familjen potatisväxter. Inga underarter finns listade i Catalogue of Life.